# Auguste Mermet
Pour les articles homonymes, voir Mermet.
Auguste Mermet est un compositeur français, né à  Bruxelles le 5 janvier 1810 et mort à Paris le 4 juillet 1889.

## Biographie
Fils du général d'empire Julien Auguste Joseph Mermet, Auguste se prépare à l'École polytechnique suivant le souhait de son père mais y renonce pour la musique. Dans sa jeunesse, il fait jouer à Versailles un petit opéra-comique, La Bannière du Roi. Il obtient ensuite qu'Alexandre Soumet transforme pour lui sa tragédie Saül en un livret de drame lyrique. Auguste Mermet composa la partition de cet ouvrage qui fut représenté sans succès à l'Opéra en 1846 sous le titre de Le Roi David. Son Roland à Roncevaux, dont il compose les paroles et la musique, n'est représenté qu'en 1864 après que Napoléon III eut imposé cet opéra à la direction du théâtre. Dans ces conditions, Roland obtient un certain succès. Mermet écrivit encore le poème et la musique de Jeanne d'Arc, opéra en quatre actes donné en 1876 et qui ne réussit pas.
Il est chevalier de la légion d'honneur.

## Œuvres
- La Bannière du roi (avril 1835, Versailles)
- David[2] (3 juin 1846, Paris), sur David et Goliath
- Roland à Roncevaux (3 octobre 1864, Paris)
- Jeanne d'Arc (5 avril 1876, Paris, Palais Garnier)